# Синтайські землетруси (1966)
Синтайські землетруси (кит.: 邢台大地震; піньїнь: Xíngtái Dà Dìzhèn) — послідовність сильних землетрусів, що відбулися між 8 і 29 березня 1966 року в районі, що перебуває під управлінням міста Синтай на рівні префектури в південній провінції Хебей, Китайська Народна Республіка.
Перший землетрус магнітудою 6,0 за шкалою магнітуд і епіцентром в повіті Лун'яо стався рано вранці 8 березня 1966 року. За ним послідувала п'ять землетрусів магнітудою вище 6, які тривали до 29 березня 1966 року. Найсильніший з цих землетрусів мав магнітуду 6,8 і стався в південно-східній частині округу Нінджін 22 березня. Збитки від землетрусу включали 8 064 загиблих, 38 000 поранених і понад 5 мільйонів зруйнованих будинків.

## Землетруси
| Дата (РРРР-ММ-ДД)    | Час (UTC) | Широта        | Довгота        | Глибина | Величина | Джерело |
| -------------------- | --------- | ------------- | -------------- | ------- | -------- | ------- |
| 7 березня 1966 року  | 21:29:19  | 37,156° пн. ш | 114,875° сх. д | 20 км   | 6,5 (M)  |         |
| 22 березня 1966 року | 08:11:37  | 37,535° пн. ш | 115,039° сх. д | 20 км   | 6,2 (M)  |         |
| 22 березня 1966 року | 08:19:36  | 37,545° пн. ш | 115,061° сх. д | 20 км   | 6,8 (M)  |         |
| 26 березня 1966 року | 15:19:04  | 37,714° пн. ш | 115,275° сх. д | 20 км   | 6,0 (M)  |         |
| 29 березня 1966 року | 12:00:00  | 37,464° пн. ш | 115,127° сх. д | 20 км   | 6,0 (M)  |         |